# Baltasar de Marradas
Baltasar de Marradas, anche menzionato come Baltasar de Marrades i de Vic (Valencia, 28 novembre 1560 – Praga, 12 agosto 1638), è stato un militare e politico spagnolo.

## Biografia
Il Marradas era figlio del barone di Sallent, Gaspar de Marradas (o Marrades) y Soler (morto nel 1569), viceré di Maiorca tra il 1548 e il 1557 e Ana Vic (o Vich) y Manrique de Lara. Egli proveniva da una famiglia valenciana di antica nobiltà, imparentata con i Pallars, i Centelles, i Vic e i Manrique, che produsse ammiragli, ambasciatori, generali e prelati. Tra i fratelli della madre troviamo Luis Vich y Manrique de Lara (morto nel 1594), comandante di Montalbán, governatore di Oriola nonché viceré di Maiorca tra il 1573 e il 1584, e Juan, vescovo di Maiorca dal 1573, e arcivescovo di Tarragona. Un altro zio fu Guillem de Santcliment, ambasciatore di Carlo I a Vienna.
Secondo il cronista Diego Duque de Estrada, il Marradas iniziò la sua carriera militare in giovane età. Entrò nell'Ordine di San Giovanni e prestò servizio a Malta, dove acquisì una buona reputazione militare.

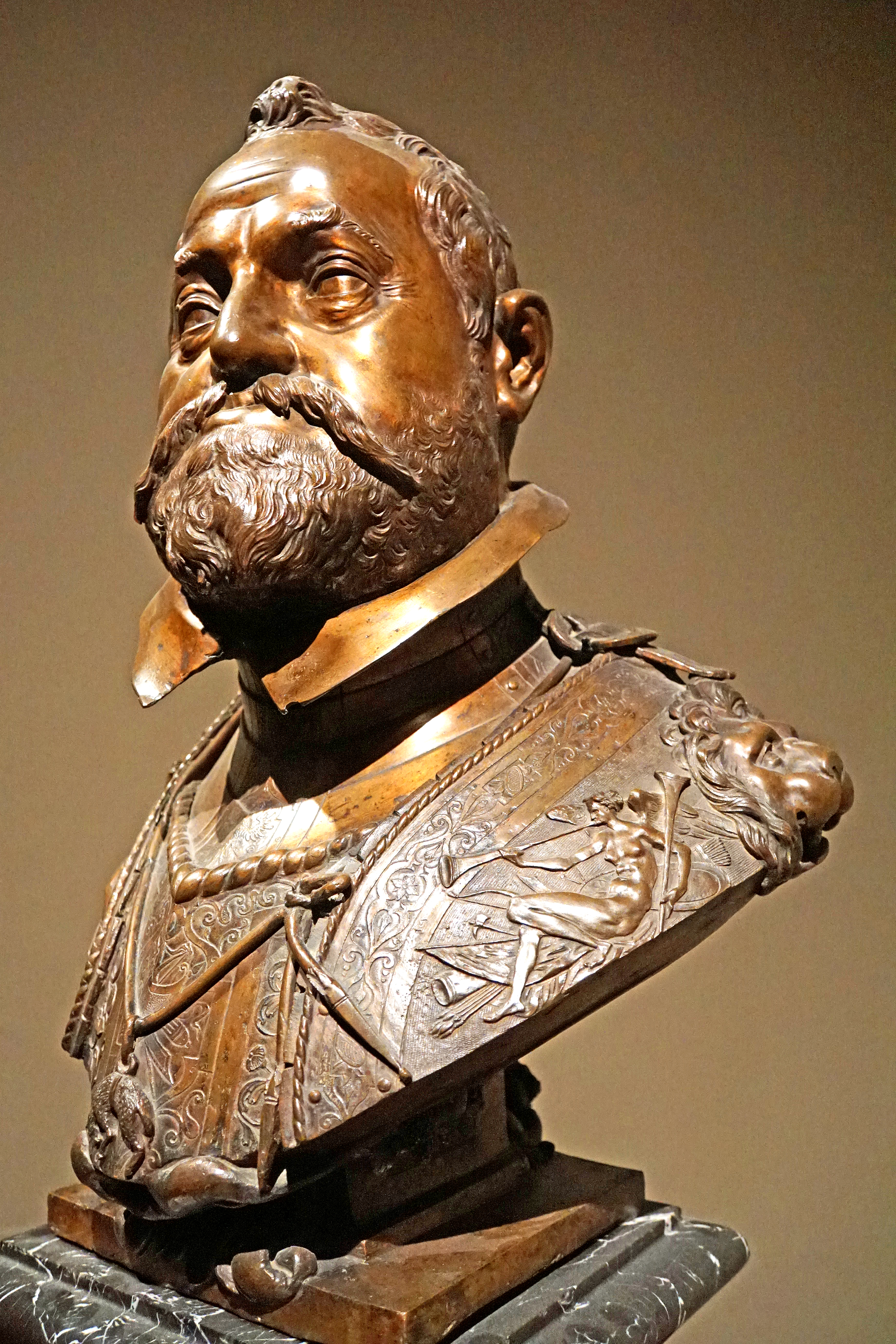
Busto di Rodolfo II.

Alla fine del XVI secolo combatté in Piemonte, a Milano e nelle Fiandre, entrando successivamente al servizio di dell'imperatore Rodolfo II. Alla corte imperiale egli godette dell'appoggio del partito filospagnolo, che gli consentì di fare una rapida carriera. Rodolfo lo nominò membro del consiglio di guerra e colonnello, grado nel quale venne confermato dal reggente poi successore Mattia. Lo troviamo nei primi anni del secolo impegnato in Ungheria, dove partecipò all'assedio condotto dal duca di Mercoeur contro la piazzaforte turca di Alba Regia (1601). In tale circostanza si distinse nell'assalto finale, venendo ferito gravemente. Ottenne come riconoscimento il comando di una compagnia di corazzieri, che sotto il suo comando acquisì grande fama. Combatté in Transilvania contro i turchi nel 1604 sotto il comando di Giorgio Basta e in Friuli contro i veneziani nel 1617. Il Marradas difese lungamente in quella circostanza le posizioni imperiali di Gradisca, fino all'arrivo dei rinforzi guidati da un giovane Albrecht von Wallenstein. Si distinse successivamente nelle fasi iniziali della guerra dei trent'anni, al comando di un reggimento di 1 000 cavalieri assoldato dalla corona spagnola. Pur partecipando a diverse operazioni militari in Boemia non prese parte alla vittoriosa battaglia della Montagna Bianca del 1620. Nel 1621 venne nominato Conte del Sacro Romano Impero. Operò in Boemia e Moravia nel periodo 1621-22. In riconoscimento dei suoi precedenti servigi nella soppressione della rivolta boema, ottenne vari possedimenti in Boemia, traendo notevoli vantaggi personali dalle espropriazioni dei nobili boemi ribelli. Tra le proprietà più importanti ricevute vi era il castello di Frauenberg (oggi noto con il nome di Castello di Hluboká), già appartenuto ai fratelli boemi Hans e Wenzel Malowetz von Malowitz (Malovcové z Malovic in ceco).

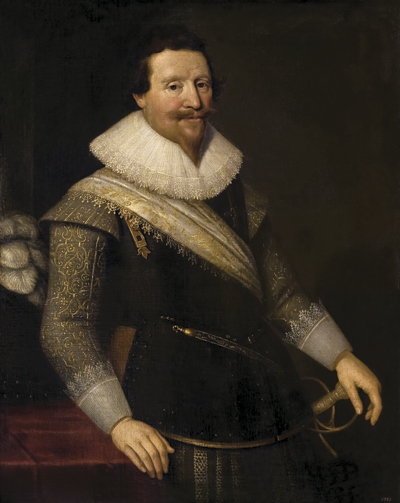
Ritratto di Albrecht von Wallenstein.

Nell'autunno del 1623 combatté in Ungheria sotto il comando di Girolamo Carafa marchese di Montenero contro Gabriele Bethlen. La campagna ebbe esiti alquanto negativi, venendo salvata dall'apporto decisivo del Wallenstein. Concluso questo capitolo con la firma della pace nel maggio del 1624, il Marradas venne inviato in Germania nel gennaio del 1625 presso l'elettore di Baviera Massimiliano. Si era infatti costituita una vasta coalizione anti-imperiale su iniziativa francese e lo scopo dell’ambasceria era trovare un accordo con l'elettore. Le trattative non ebbero buon esito, anche a causa della riluttanza spagnola ad entrare in un'alleanza militare con l'impero. Il Marradas venne quindi sollevato da tale incarico diplomatico e sostituito da Georg Ludwig von Schwarzenberg. Al suo ritorno a Vienna, il Marradas ricevette la sgradita sorpresa della nomina del Wallenstein nella posizione di generale in capo dell'esercito imperiale, nonché il suo declassamento al grado di semplice colonnello, fatto su esplicita richiesta del Wallestein. Confrontatosi violentemente con il Wallenstein circa tale questione, venne da questi riconfermato nel grado precedente, con l'aggiunta di ulteriori benefici; l’episodio tuttavia creò una frattura tra i due. Passò un anno intero prima che il Marradas apparisse nuovamente nell'armata del Wallestein. Il conte Rambaldo di Collalto, maresciallo di campo, aveva lasciato l’armata a causa di incomprensioni con il Wallenstein, lasciando vacante la sua posizione. Era pertanto necessario trovare un sostituto, per il quale Wallenstein propose una rosa di nomi. Tra questi al primo posto tra figurava il conte Friedrich Graf zu Solms-Rödelheim mentre per ultimo si trovava il Marradas. Scrivendo a Karl von Harrach il Wallenstein ribadiva tale preferenza, affermando che qualora non fosse stato possibile ottenere Solms si sarebbe comunque accontentato di Marradas. Il conte Solms tuttavia non era ben visto dalla corte di Vienna, non ultimo in ragione del suo essere protestante. In considerazione dell'inopportunità di avere un maresciallo di campo di fede luterana il Marradas ricevette infine la patente imperiale, in data 20 marzo 1626, che lo elevava a tale posizione. Lasciata Vienna otto giorni dopo si diresse al campo del Wallenstein, dove giunse immediatamente dopo la battaglia del Ponte di Dessau. Il piano strategico prevedeva di incalzare il fuggitivo Mansfeld in Slesia, ma poiché Gabriele Bethlen minacciava nuovamente di invadere l'Ungheria, l'Imperatore richiese l'invio di un certo numero di reggimenti anche in quell'area. Il Wallenstein decise di affidare al Marradas tale incarico. Al fianco di Wallensten il Marradas combatté nel corso della campagna autunnale del 1626 in Slesia e Ungheria.

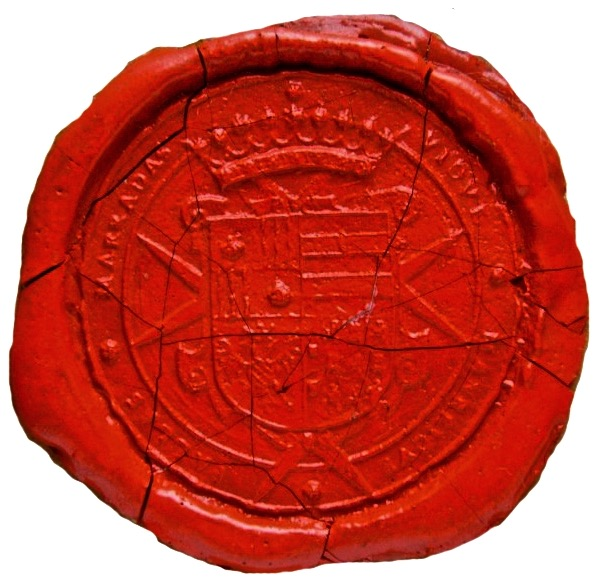
Sigillo personale.

L'inverno successivo il Marradas fu impiegato in Moravia e la primavera successiva, in data 24 maggio 1627, Ferdinando II lo nominò luogotenente generale, il grado militare più elevato subito dopo quello di Generalissimo (occupato dal Wallenstein). Nondimeno il Marradas si ritrovò progressivamente emarginato all'interno dell'armata. Prima il conte Heinrich Schlick, poi il protestante Hans Georg von Arnim, vennero nominati marescialli di campo; il 31 maggio del 1628 un secondo luogotenente generale viene nominato nella persona di Rambaldo di Collalto. Di fatto il Marradas rimase inattivo nel teatro bellico per i successivi tre anni. Egli viene nuovamente menzionato solo in occasione degli eventi di Ratisbona che portarono alla rimozione del Wallenstein dal commando supremo. Con Vilém Slavata e Heinrich Schlick il Marradas era in quella fase uno dei consiglieri più ascoltati dall'imperatore, cosa che in qualche misura può contribuire a spiegare la decisione presa dal monarca di rimuovere il Wallenstein. Anche dopo tale episodio peraltro il Marradas non tornò sui campi di battaglia, preferendo incarichi di tipo diplomatico. Nell'inverno del 1629 egli accompagnò per conto di re Ferdinando III d'Ungheria la sposa di quest’ultimo, l'Infanta Maria, passando per Trieste e Klagenfurt e giungendo infine a Friesach il 26 giugno del 1630. Il Marradas prese parte nel 1630 ai negoziati, avuti luogo a Ratisbona, che condussero all'allontanamento di Albrecht von Wallenstein dal comando dell'esercito imperiale.

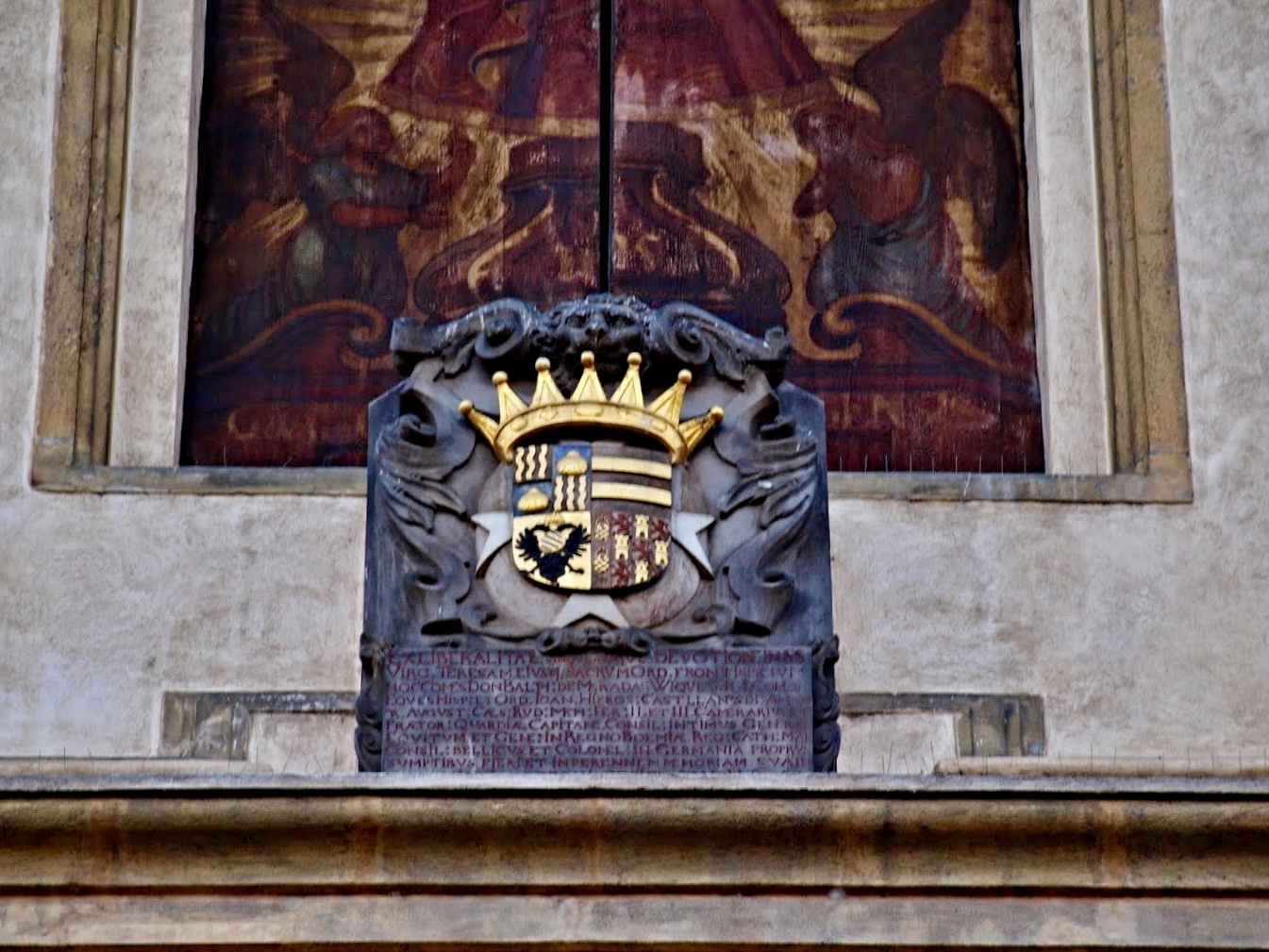
L'arma dei Marradas i Vic sulla facciata della chiesa di Santa Maria della Vittoria a Praga.

Gli eventi bellici avversi all'impero verificatisi nel frattempo, in primis la disastrosa battaglia di Breitenfeld, riportarono il Marradas nuovamente in azione. Un esercito sassone era pronto ad invadere la Boemia e il primo giorno di ottobre del 1631 il Marradas venne incaricato di apprestare le difese nella regione. I risultati ottenuti furono tuttavia deludenti. I Sassoni avevano infatti varcato il confine boemo il 4 novembre senza incontrare alcuna resistenza e il Marradas abbandonò Praga tra la costernazione generale della popolazione, ritirandosi in direzione di Tábor. Le forze sassoni guidate da Hans Georg von Arnim-Boitzenburg poterono quindi occupare Praga. Dopo vari insuccessi in Slesia venne rimosso dai suoi incarichi militari nel 1632 su istigazione del Wallenstein, nel frattempo richiamato al servizio dell'Impero. Il Marradas è ritenuto da una parte della storiografia quale uno dei cospiratori del complotto che determinò l'assassinio del Wallenstein; altri storici contestano questa ricostruzione. In ogni caso con l'eliminazione del Wallenstein l'imperatore richiamò il Marradas, nominandolo commissario dell’armata di Boemia, con un appannaggio mensile di 800 fiorini.

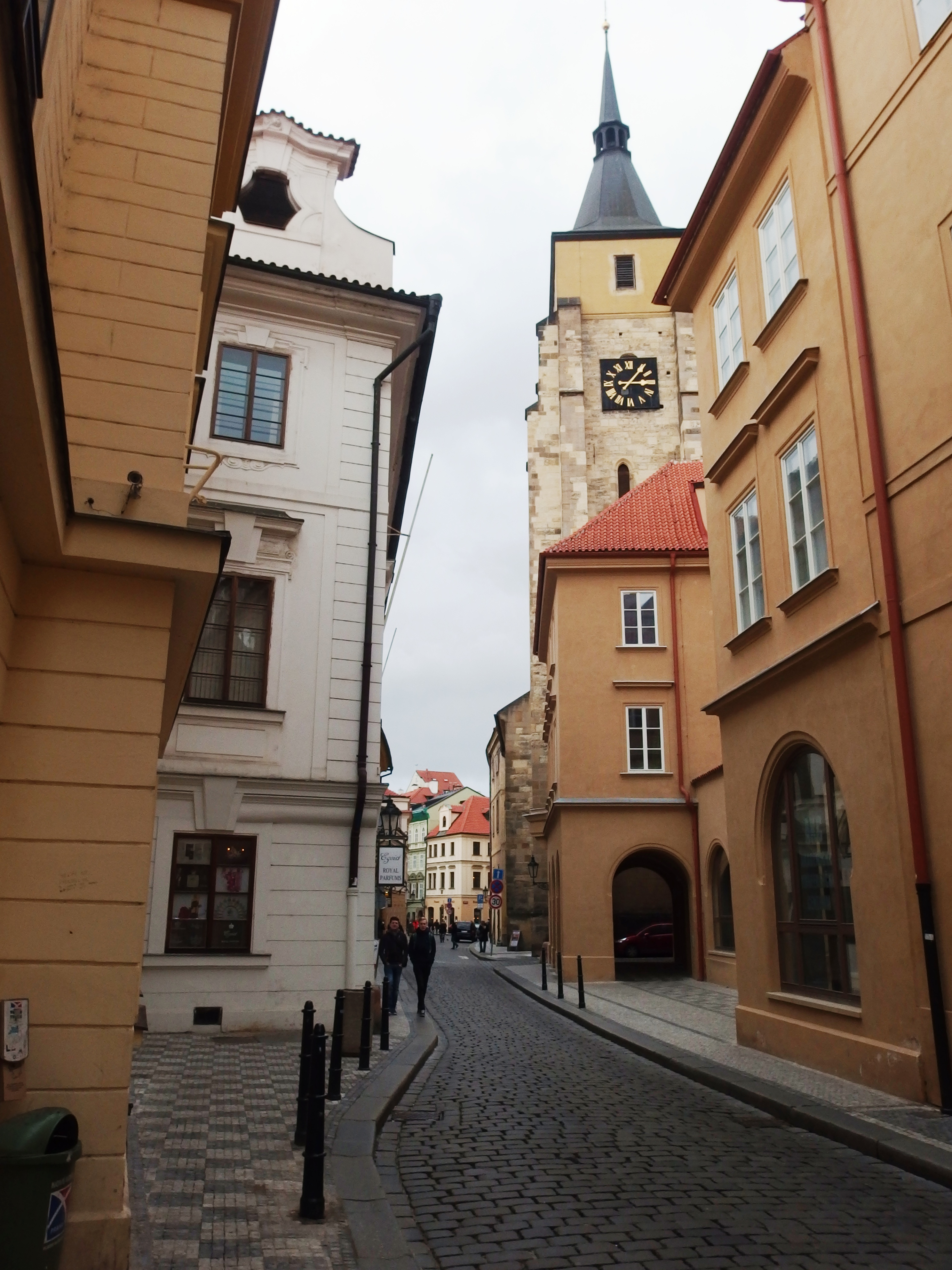
La chiesa di Sant'Egidio a Praga, luogo di sepoltura del Marradas.

Nell'arco della sua carriera il Marradas ascese alle più elevate cariche civili e militari dell'Impero. Già ambasciatore di Ferdinando II a Monaco e a Madrid, venne in seguito promosso generale nel 1622, maresciallo nel 1626 ed infine comandante supremo della Moravia e governatore della Boemia, nonché membro del consiglio privato. Nel 1629 venne nominato luogotenente generale della cavalleria delle Fiandre. Tra le sue ultime apparizioni pubbliche vi fu la partecipazione alla dieta di Eger nel 1636; l’anno successivo accompagnò il corpo dell’imperatore Ferdinando nella sua sepoltura presso la cripta del duomo di Graz. Morì a Praga il 12 agosto del 1638. È sepolto presso la chiesa di Sant'Egidio (Kostel svatého Jiljí) di Praga. Su un'altra chiesa di Praga, la chiesa di Santa Maria della Vittoria (Kostel Panny Marie Vítězné), è possibile osservare il suo blasone di famiglia. L'attuale facciata di tale chiesa venne costruita tra il 1636 e il 1644 a spese del Marradas.

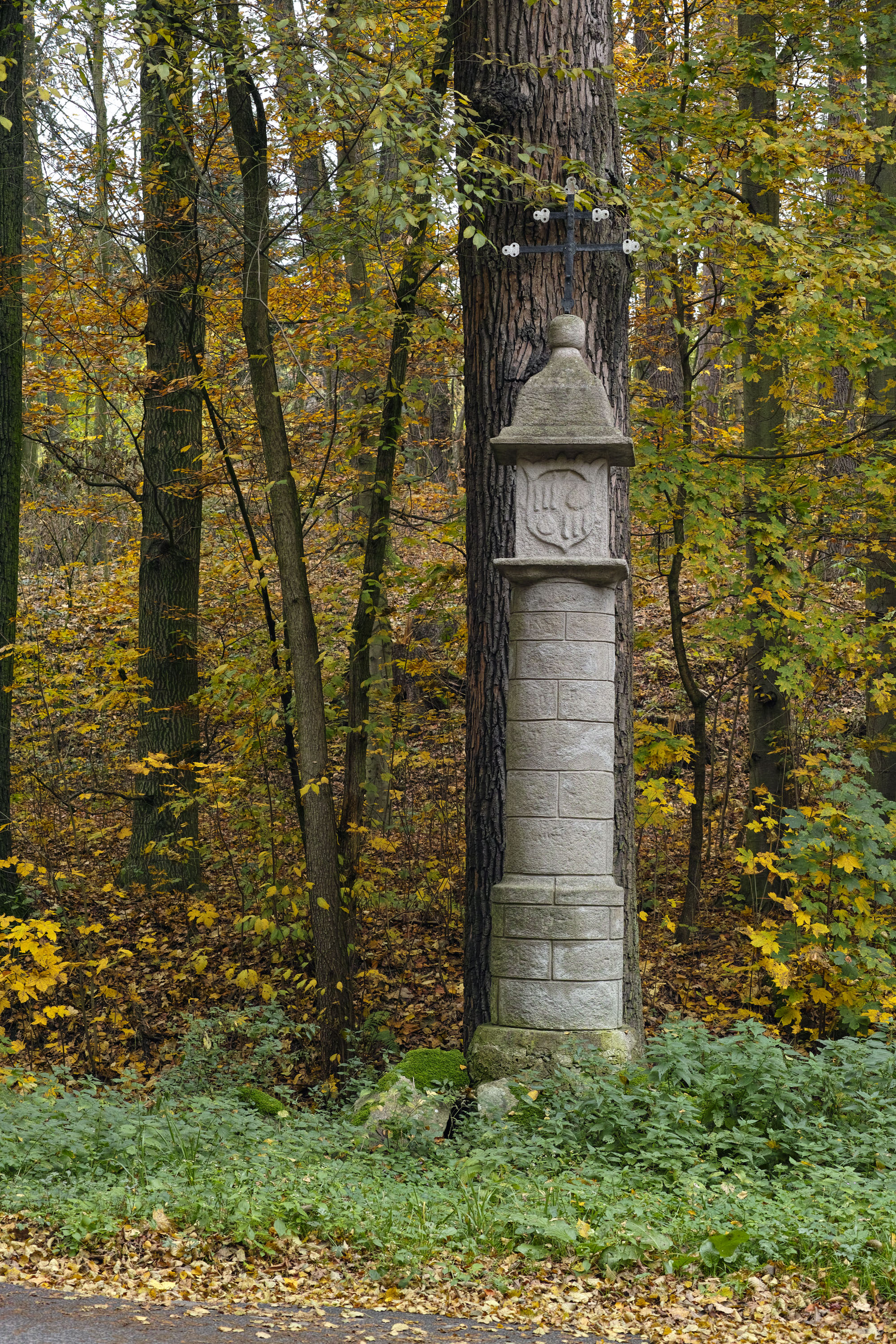
Colonna con stemma dei Marradas i Vic a Hluboká nad Vltavou.

Non avendo eredi diretti, la sua eredità passò al nipote Don Francisco de Marradas Graf von Salent, figlio del fratello Georg Graf de Marradas, che egli aveva designato nelle sue volontà testamentarie datate 3 gennaio 1633. Nel suo patrimonio vi erano le proprietà della Boemia meridionale di Wodnian (Vodňany) e Frauenberg (Hluboká nad Vltavou), che vennero acquistate nel 1661 per 385 000 fiorini da Johann Adolf, principe di Schwarzenberg.